# Belur, Muddebihal
Belur là một làng thuộc tehsil Muddebihal, huyện Bijapur, bang Karnataka, Ấn Độ.